# Dorstenia buchananii
Dorstenia buchananii är en mullbärsväxtart som beskrevs av Adolf Engler. Dorstenia buchananii ingår i släktet Dorstenia och familjen mullbärsväxter. Utöver nominatformen finns också underarten D. b. longepedunculata.